# Замок Хоэнлимбург
Замок Хоэнлимбург (нем. Schloss Hohenlimburg) — замок в Вестфалии, расположенный на одноимённой горе. В 1975 году — в связи с тем, что город Хоэнлимбург вошёл на правах района в состав города Хаген (земля Северный Рейн-Вестфалия) — замок также оказался на территории Хагена. Ансамбль замка, в основном сохранившийся в своем первоначальном средневековом состоянии XIII века, иногда называют «Вестфальским Гейдельбергом»; является памятником архитектуры.

## История и описание
Около 1240 года граф Дитриха I фон Альтена-Изенберг повелел заложить замок в районе реки Ленне. В течение XIII века замок развивался, став резиденцией графов: он впервые упоминается в документах от 1242 года. В 1288 году граф Марка Эберхард I завоевал город Лимбург: в 1300 году рыцарь Соббо де Свирте захватил замок Хоэнлимбург, но позже вернул его графам Марка. Во время Тридцатилетней войны, в 1633 году, Хоэнлимбург был осажден и захвачен имперскими войсками под командованием Лотара Дитриха фон Беннингхаузена — до 1636 года в нём были расквартированы солдаты. Посад замка был сожжен отступавшей армией.
В XVII веке Хоэнлимбург стал не столько укреплённым комплексом, сколько резиденцией: тем не менее, во время Семилетней войны он еще считался крепостью; был занят французскими частями и во время Французских революционных войн. 
В 1927 году в замке был создан музей Хоэнлимбург. Из-за реорганизации музеев Хагена, и в связи со вхождением города Хоэнлимбург в его состав, музей был закрыт в 2002 году, а его экспонаты были переданы Историческому центру Хагена (бывшему городскому музею).
По состоянию на начало XXI века замок по-прежнему принадлежит представителям княжеского рода Бентхайм-Текленбург. Сегодня замок открыт только для проведения торжественных мероприятий — включая свадьбы.